# Zach Duncan
Zachary Duncan (født 31. maj 2000) er en australsk professionel fodboldspiller, der spiller som midtbanespiller for den amerikanske klub Louisville City FC.

## Karriere

### Brisbane Roar
Duncan var en del af Brisbane Roars ungdomshold, der vandt Y-League-mesterskabet 2018-19. Han var i startopstillingen og spillede 62 minutter, da Young Roar slog Western Sydney Wanderers Youth 3-1 i Y-League Grand Final den 1. februar 2019.
Duncan spillede sin første professionelle kamp, da han blev skiftet ind i anden halvleg i Roars 2-1-nederlag til Melbourne Victory i runde 22 i 2018-19-sæsonen. Den 20. april 2019 scorede Duncan sit første mål for Brisbane Roar i et 6-1 nederlag mod Newcastle Jets på Suncorp Stadium.

### AGF
Duncan var til prøvetræning i AGF i foråret 2019, hvor han imponerede, blandt andet med en scoring i en reserveligakamp for AGF mod AaB. Duncan skrev efterfølgende under på en kontrakt med den danske superligaklub 17. juni 2019, og det blev til en del spilletid det første halve år, men i foråret 2020 blev han ramt af en alvorlig skade, der holdt ham ude af holdet i lang tid. Efterfølgende var det svært for ham at komme på holdet igen.

### Perth Glory FC
Duncan blev lånt ud i efteråret 2022 til den australske klub Perth Glory. Her fik han 24 kampe, primært som indskifter, og i sommeren 2023 vendte han tilbage til Aarhus.

### Memphis 901 FC
Efter sin lange skadespause i AGF og udlejningen til Perth havde Duncan besvær med at komme i nærheden af AGF's førstehold, og i december 2003 enedes han med klubben om at ophæve kontrakten. Han fik derpå kontrakt med den amerikanske klub Memphis 901 FC og spillede her 15 kampe i foråret 2024.

## Titler
Brisbane Roar
- National Youth League: 2018-19